# Witruimte

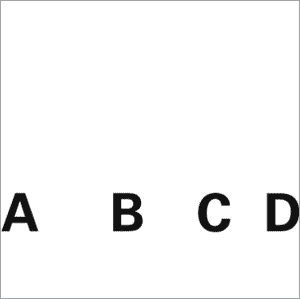
Afnemende witruimte tussen letters

Witruimte is een begrip uit de grafische vormgeving waarmee de ruimte wordt aangeduid die niet gebruikt is voor tekst en foto's. In het bijzonder wordt de ruimte tussen de tekstregels en om de tekstblokken heen bedoeld.
Witruimtes worden ingezet om verschillende delen van de lay-out van elkaar te scheiden en de compositie meer rust te geven. Wanneer de ruimte beperkt is, zoals bij sommige soorten advertenties in tijdschriften, kranten en gouden gids, wordt de witruimte beperkt om zoveel mogelijk informatie op de pagina te krijgen.  Een pagina vol tekst of afbeeldingen met heel weinig witruimte kan onoverzichtelijk en moeilijk leesbaar overkomen. Sommige ontwerpen compenseren de beperkte witruimte door gebruik te maken van aftiteling en lettertype.  Veel witruimte kan opzettelijk worden opengelaten om een klassieke, elegante of rijke indruk te maken. 